# Srizbi
Srizbi ist derzeit eines der größten Botnetze und einer der Hauptverantwortlichen für die globale Spamflut, die mit Hilfe vom Spam-Relays verursacht wird (gemäß Marshal Limited werden 39 % aller Spammails via Srizbi versendet).
Srizbi hat das bekannte Botnetz Storm-Worm (das schätzungsweise 85.000 Drohnen umfasst) mit 315.000 gekaperten Rechner bereits hinter sich gelassen. Der Grund dafür dürfte das Software Removal Tool von Microsoft sein, welches inzwischen den Schadcode des Storm-Worm-Netzes erkennt.

## Verbreitung
Dieses Botnetz erweitert sich über einen gleichnamigen Trojaner (Trojan.Srizbi), der meist auf infizierten Seiten hinterlegt ist, welche per Spammail inkl. Link versendet werden.

## Bekämpfung
Die Aktivität von Srizbi wurde deutlich eingeschränkt, nachdem zwei von Srizbi für die Command-and-Control-Server genutzten Provider, darunter die berüchtigte Hosting-Firma McColo, vom Netz genommen wurden. Der Trojaner, der Rechner dem Srizbi-Botnet hinzufügt, soll nun bald von Microsofts „Malicious Software Removal Tool“ (MSRT) erkannt werden. Dies könnte das Botnetz weiter reduzieren.